# SMS Flamingo
SMS Flamingo (SM Tb 26) – austro-węgierski torpedowiec z końca XIX wieku i okresu I wojny światowej, jedna z 22 jednostek typu Schichau. Okręt został zwodowany 29 sierpnia 1889 roku w stoczni Stabilimento Tecnico Triestino w Trieście, a do służby w Kaiserliche und Königliche Kriegsmarine wszedł 17 marca 1890 roku. W 1910 roku nazwę jednostki zmieniono na oznaczenie numeryczne 26. Okręt zatonął na minie 23 sierpnia 1914 roku nieopodal Puli.

## Projekt i budowa
SMS „Flamingo” był jednym z dwudziestu dwóch przybrzeżnych torpedowców typu Schichau.
Okręt zbudowany został w stoczni STT w Trieście. Stępkę torpedowca położono w grudniu 1888 roku, został zwodowany 29 sierpnia 1889 roku, a do służby w Kaiserliche und Königliche Kriegsmarine przyjęto go 17 marca 1890 roku. Jednostka otrzymała nazwę ptaka wodnego – flaminga (niem. Flamingo).

## Dane taktyczno-techniczne
Okręt był niewielkim, przybrzeżnym torpedowcem. Długość całkowita wynosiła 39,9 metra (tyle samo na konstrukcyjnej linii wodnej i 39 metrów między pionami), szerokość 4,8 metra i zanurzenie 1,9 metra (maksymalne 2,1 metra). Wyporność standardowa wynosiła 78 ton, zaś pełna 93 tony. Okręt napędzany był przez maszynę parową potrójnego rozprężania o mocy 1000 KM, do której parę dostarczał początkowo jeden kocioł lokomotywowy. Jednośrubowy układ napędowy pozwalał osiągnąć prędkość 19 węzłów. Okręt zabierał zapas 19 ton węgla, co zapewniało zasięg wynoszący 1200 Mm przy prędkości 10 węzłów (lub 350 Mm przy prędkości maksymalnej).
Okręt wyposażony był w dwie wyrzutnie torped kalibru 350 mm: stałą na dziobie i obrotową na pokładzie. Uzbrojenie artyleryjskie stanowiły dwa pojedyncze działka pokładowe kal. 37 mm L/23 Hotchkiss. Wyposażenie uzupełniał reflektor o średnicy 30 cm.
Załoga okrętu składała się z 16 oficerów, podoficerów i marynarzy.

## Służba
W pierwszym dziesięcioleciu XX wieku na okręcie dokonano modernizacji układu napędowego: kocioł lokomotywowy został zastąpiony dwoma kotłami typu Yarrow o ciśnieniu 13 atm, opalanymi mazutem (od tego momentu jednostka miała dwa kominy). 30 stycznia 1910 roku na podstawie zarządzenia o normalizacji nazw „Flamingo” utracił swą nazwę, zastąpioną numerem 26. W pierwszym miesiącu działań wojennych, podczas patrolu nieopodal bazy w Puli, 23 sierpnia 1914 roku o godzinie 2:30 okręt wszedł na minę, eksplozja której zniszczyła rufę jednostki. O 3:30 torpedowiec zatonął, a do przybycia na miejsce katastrofy dwóch torpedowców (co nastąpiło dopiero po sześciu godzinach) śmierć we wzburzonym morzu poniosło 11 z 18 członków załogi.